# Naissance en 1451
Naissance
- 1447
- 1448
- 1449
- 1450
- 1451
- 1452
- 1453
- 1454
- 1455

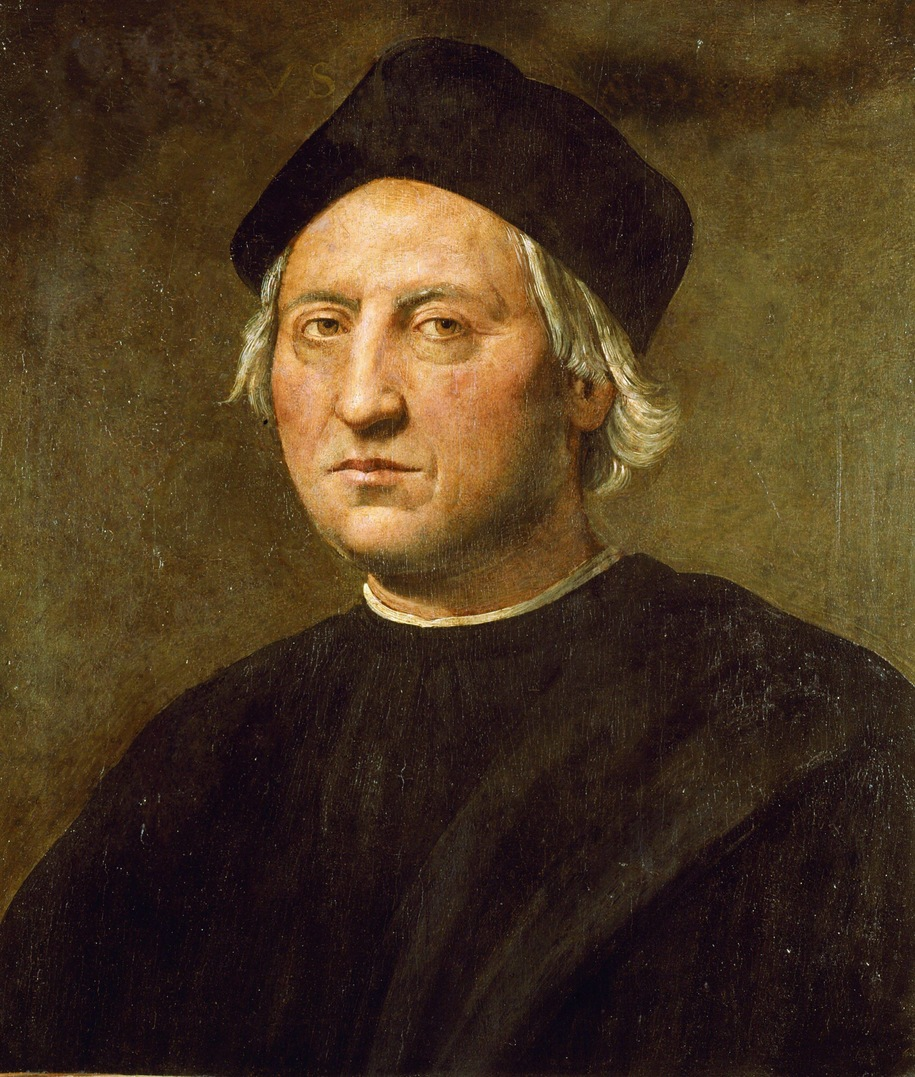
Christophe Colomb, né en 1451.

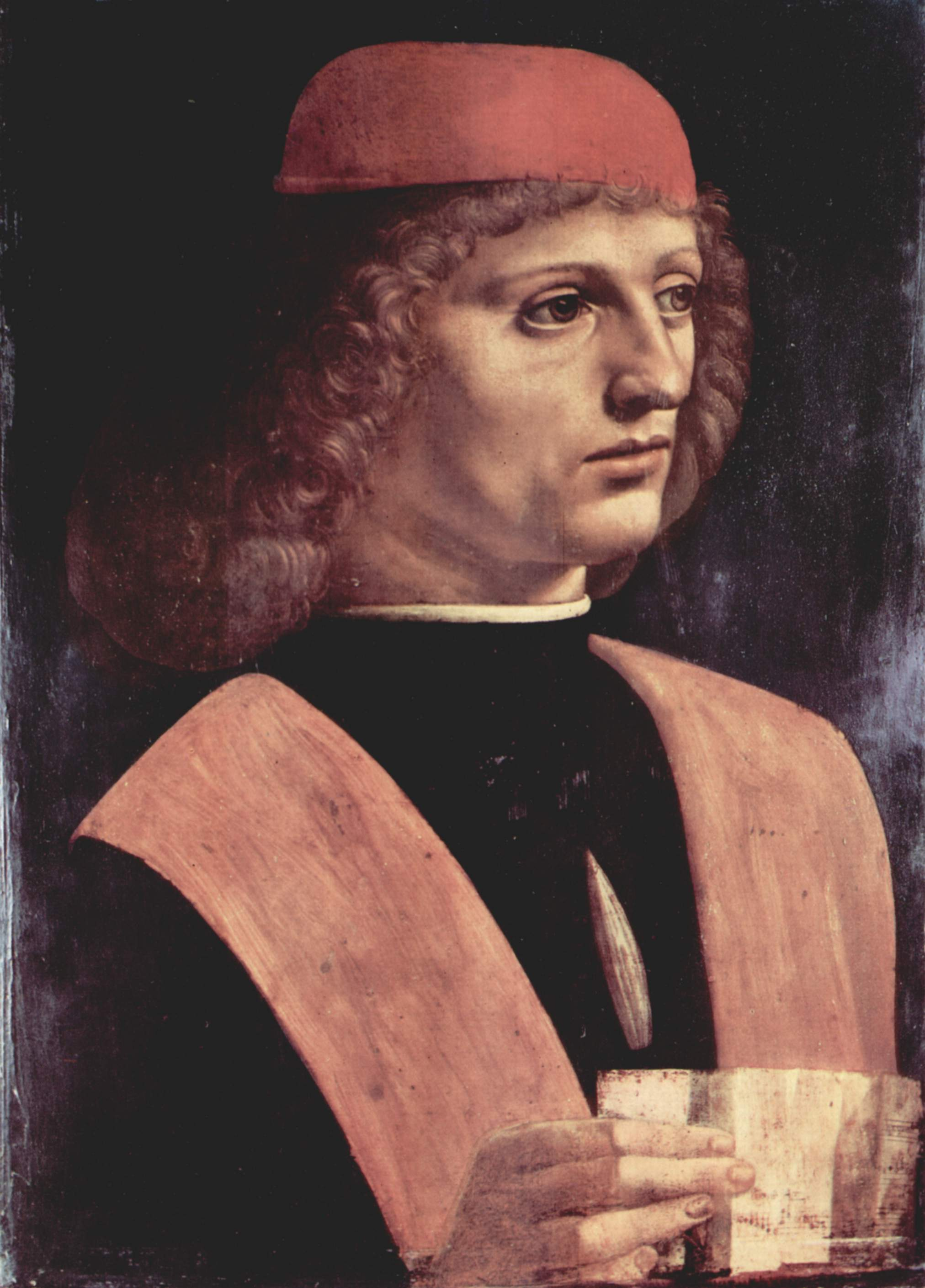
Franchini Gaffurio, né en 1451. Tableau de Léonard de Vinci.

Cette page dresse une liste de personnalités nées au cours de l'année 1451 :
- 14 janvier : Franchini Gaffurio, compositeur et théoricien italien de la musique.
- 29 janvier : João, prince du Portugal (en).
- 17 février : Raffaello Maffei, humaniste, historien, encyclopédiste et théologien italien.
- 4 mars : Andrea Torresano, imprimeur italien, citoyen de la république de Venise.
- 5 mars : William Herbert, 2e comte de Pembroke, 1er comte de Huntingdon et 2e baron Herbert.
- 22 avril : Isabelle la Catholique, reine de Castille.
- 2 mai : René II de Lorraine, duc de Lorraine.
- 17 mai : Engelbert II de Nassau, comte de Nassau-Breda.
- 1er juin : Giles Daubeney, noble, diplomate et courtisan anglais.
- 10 juillet : Jacques III (roi d'Écosse).
- 5 septembre : Isabelle Neville, fille aînée de Richard Neville, comte de Warwick et duchesse de Clarence.
- 10 septembre : Giovanni Giacomo Schiaffinati, cardinal italien.
- 16 octobre : Frédéric Ier de Naples, prince de Tarente et d'Altamura, duc d'Andria par son deuxième mariage, puis roi de Naples.
- 29 novembre : Elizabeth de Brandenburg, duchesse de Brandebourg (en).

- Martino Benzoni (en), sculpteur italien.
- Makhdoom Bilawal (en), saint soufiste, philosophe et poète pakistanais.
- Jambheshwar Bhagavan, fondateur du courant hindou bishnoï.
- William Boleyn, Knight Bachelor, propriétaire terrien, de Blickling et de Hever dans le Norfolk.
- André d'Espinay, cardinal français.
- Giovanni Mercurio da Correggio (en), prédicateur itinérant, hermétiste et alchimiste italien.
- Juan Rodríguez de Fonseca, prélat espagnol et haut fonctionnaire de l'administration royale.
- Hippolytus de Marsiliis (en), avocat italien.
- Balthazar de Mecklembourg, coadjuteur du diocèse de Hildesheim.
- Claudine de Monaco, souveraine de Monaco.
- René de Prie, cardinal français.
- Anna de Riazan (en), Grande-princesse, régente de la principauté de Riazan.
- Pierre de Rohan-Gié, homme politique et militaire français, maréchal de France.fr=
- Ignatius Noah du Liban (en), patriarche d'Antioche et chef de l'Église syriaque orthodoxe.
- Liu Jin, eunuque chinois.
- Camillo Leonardi, astronome et astrologue italien.
- Abraham ben Mordecai Farissol, écrivain, chercheur et géographe.
- Benedikt Rejt, architecte allemand.
- Sultan Ahmed Mirza (en), fils d'Abou Saïd.
- Jean-Ange Porro, prêtre et ermite italien.
- Agostino Tasso, maître général des postes pontificales.
- Sir Henry Willoughby (1451-1528) (en).

date incertaine (Entre le 25 août et le 31 octobre)
- Christophe Colomb,navigateur génois, « découvreur » de l'Amérique[1].

## Crédit d'auteurs
- Cet article est partiellement ou en totalité issu de l'article intitulé « 1451 » (voir la liste des auteurs).